# Kanton Noyers-sur-Jabron
Kanton Noyers-sur-Jabron (fr. Canton de Noyers-sur-Jabron) je francouzský kanton v departementu Alpes-de-Haute-Provence v regionu Provence-Alpes-Côte d'Azur. Tvoří ho sedm obcí.

## Obce kantonu
- Bevons
- Châteauneuf-Miravail
- Curel
- Noyers-sur-Jabron
- Les Omergues
- Saint-Vincent-sur-Jabron
- Valbelle